# Tel Ábjád-i offenzíva
A Tel Ábjád-i offenzíva egy 2015. május végétől június végéig tartó katonai hadművelet volt Rakka kormányzóságban a szíriai polgárháború alatt, melyet a Kurd Népvédelmi Egységek és a vele szövetséges Szabad Szíriai Hadsereg indított az Iraki és Levantei Iszlám Állam ellen. Ez a kurd Rûbar Qamishlo parancsnok hadművelet második része volt, mely a nyugati Haszaka kormányzóság visszafoglalásával indult. Az akció célja Tel Ábjád elfoglalása és Észak-Szíriában a Kobanî és Jazira kantonok közötti összeköttetés megteremtése volt.

## Előzmények
2015. májusban egy nagy hatású offenzívával az YPG az ISIL kiűzésével több mint 4000 km² területet szerzett vissza a nyugati Haszakai kormányzóságban. Az YPG és szövetségesei megszerezték Mabrukaht, Tell Tamer környékét és Ras al-Ayn környékének jelentős részét is.

## Az offenzíva

### Előretörés Sulukig
Május 31-én a kurdok négy falut foglaltak el Rakka és Haszaka kormányzóságok határán. Ugyanakkor a kurdok és az FSA harcosai nagy hadműveletet indítottak keleten Tel Ábjád felé. Az YPG és az FSA harcosainak száma mindkét fronton elérte a 4000 főt. Június 1-jén a kurdok irányította támadásokban az ISIL-nek 35 harcosát ölték meg. Június 2-án a jelentések szerint az ISIL 1500 harcost küldött Tel Ábjádtól nyugatra, hogy tartsák fel a kurdok előretörését. ISIL was also reported to be reinforcing the approaches to Tell Abyad, including mining the roads and houses to Tell Abyad with explosives, especially in the western approaches from Kobanî.
Június 2-án az YPG és az FSA Kobanî kanton keleti határánál összegyűlt csapatai támadást indítottak Tel Ábjád ellen, és június 4-ig a kanton határa és a támadott város között félúton lévő Saadáig jutottak előre. Nagyjából ugyanekkor az FSA és az YPG összevont seregei Jazira kantontól a Suluk városát övező falvakig jutottak előre. Az ISIL erősített csapatai azonban meg tudták fékezni Kobanî környékén az előrenyomulást.
Június 7-én az YPG az FSA támogatásával támadást indított Suluktól keletre, és Rakka kormányzóság keleti határánál, Ras al-Ayntól délnyugatra több falut is elfoglalt.
Június 8-án és 9-én az YPG és szövetségesei két falut foglaltak el Suluktól keletre. A harcokban az ISIL oldalán ember, köztük több parancsnok is meghalt.
Június 10-én a kurdok és a vele szövetségesek elfoglaltak egy hegyet, valamint Suluktól keletre öt falut, míg több, a városból elmenekült ember elrte Rakkát.
Június 11-én és 12-én a kurdok elfoglalták Suluk keleti részét, és ennek közelében néhány falut is megszereztek. Másnap azonban az elrejtett aknák miatt Saloukból ki kellett vonulniuk.
Június 13-ra az YPG és az FSA már 10 km-re sem volt Tel Ábjádtól, miközben Sulukot a kurdok és a felkelők teljesen bekerítették. Seregeik hatoltak tovább előre Kobanî keleti részein. Ezen a napoon több ezer, ebben a régióban lakó szír megpróbált Törökországba menekülni, de a török határőrök visszaszorították őket. Ezalatt az ISIL, hogy megállítsa a kurdok előretörését, felrobbantotta Tel Ábjádtól keletre a stratégiai fontosságú hidat. At least 16 ISIL militants were killed during the day.
Június 14-én az YPG és szövetségesei már 5 km-en belül voltak Tel Ábjád határától, miközben legalább 20, a várostól délkeletre fekvő falut szereztek meg. Az ISIL ezekről a területekről előzőleg kivonta a seregeit. Ezalatt körülbelül 150 milicista hagyta el Tel Ábjádot, mert a felső vezetéstől nem kapták meg a szükséges támogatást. Az YPG és szövetségesei Saloukot ismét elfoglalták, miután az ISIL kivonult az ostromlott városból. Maga az ostrom 48 órán át tartott. Még ugyanezen a napon később kurd aktivisták azt mondták, a törökök megnyitották a határokat, hogy az ISIL beléphessen Törökországba, hogy arrafelé hagyhassa el a konfliktuszónát. Elijah J. Magnier azt jelentette, hogy Törökország körülbelül 2000 menekült előtt ideiglenesen megnyitotta a határait Egy rakkai aktivista azt ondta, az ISIL kiszerelte a Tel Ábjád-i kórház összes műszerét és felszerelését, s azokat átszállította Rakkába. Az YPG és szövetségesei Tel Ábjádtól délkeleti és délnyugati irányban előre tudtak törni, itt több falut is elfoglaltak. Ezalatt az ISIL két hidat felrobbantott.

### A kantonok összekapcsolása, Tel Ábjád elfoglalása
Június 14-én éjszaka az ISIL egyik aktivista öngyilkos merénylője felrobbantotta magát az YPG egyik ellenőrző pontjánál Tel Ábjád délnyugati környékén. A robbantásban az YPG 4 katonája és két orvosi alkalmazott halt meg. Ezalatt az YPG és szövetségeseik nyugatról és keltről elérték a várost, és behatoltak. A jelentések szerint röviddel ezután az ISIL egyik központját lőtték a levegőből a város belsejében. Más beszámoló szerint 6000 ISIL-akticvista érkezett Tel Ábjádba, hogy megfékezzék az YPG és az FSA előrenyomulását, akik akár el is foglalhatják az ISIL pozícióit, ha nem érkezik elegendő erősítés.
Június 15-én az YPG és szövetségesei elfoglalták a Tel Ábjádtól délkeletre fekvő Mashor Tahtanit, lőni kezdték a Tel Ábjádot Rakkával összekötő útvonalat, körbevették a stratégiai fontosságú határvárost, Tel Ábjádot, mely két kurd kantont, Kobanît és Cizirét. A keletről és nyugatról érkező kurd erők Qaysariyeh mellett, Tel Ábjádtól két kilométerre délre egyesültek. Aznap később a kurdok és szövetségeseik elfoglalták a Tel Ábjád-i határátkelőt és a város keleti és déli felét. Az ISIL 11 katonája a törököknek adta meg magukat. Valamivel később szinte az egész város az YPG és szövetségeseik kezén volt, már csak néhány helyen bújtak meg iszlamisták. Körülbelül 40 ISIL-katonát akkor öltek meg, mikor megpróbált a városból Ayn Issa felé elmenekülni. Másoknak sikerült megszökniük.
Másnap az YPG és szövetségeseik elfoglalták Tel Ábjádot, és megerősítették állásaikat a város környékén és a határátkelőkön, míg az ISIL szintén megerősítette a saját állásait Rakkától keletre. Ugyanakkor a hírek szerint az YPG erősítést hozott Haszaka kormányzóságból, hogy megakadályozzák a Tel Ábjádba vezető utánpótlási vonal újranyitását.

### A 93. Dandár táborának, Ayn Issaának és az M4 autópálya egy részének elfoglalása
Június 15-én az YPG és szövetségesei elfoglalták a Tel Ábjádtól délre fekvő Shunaynah falut, így az ISIL már csak a várostól nyugatra egy körbezárt területet és a várostól délre az Ayn Issát Qartarival összekötő földterületet uralta. Még aznap beléptek a kurdok és az őket támogató szírek Ayn Issába, és a híre ellenére, melyek szerint rögtön el is foglalták a várost, arról érkeztek beszámolók, hogy az ISIL harcosai még mindig jelen vannak, és küzdenek a város ellenőrzéséért.
Június 17-én visszatértek az első menekültek Törökországból Tel Ábjádba. Aznap több száz fős erősítés érte el az aleppói YPG-támaszpontokat, míg Kobanîtól délre nagy tűz tört ki. Később a nap folyamán az YPG és az FSA támadásai alatt Tel Ábjádól nyugatra összeomlott az ISIL egyik ellenállási pontja. Az iszlamisták több vezetője azonnal megindult Törökország felé, amint bekövetkezett az összeomlás. Tel Ábjádtól délre viszont folyamatosan küldték az iszlamisták a seregeket, hogy az ottani helyszíneket meg tudják tartani. Olyan hírek is szárnyra keltek, melyek szerint az YPG és az FSA még mindig Ayn Issáért küzd az ISIL-lel, mikor már több, attól nyugatra fekvő falut is elfoglaltak a kurd–szír seregek.
Június 19-én az YPG és az őket támogató FSA-csapatok előre tudtak haladni Tel Ábjád déli környezetében is, ahol elfoglaltak egy falut, két nappal később pedig elérték Ali Bajliyyát. Ugyanezen a napon az ISIL Ayn Issától keletre ellentámadást indított, de nem tudta átlépni az M4-es autópályát. Arról is érkeztek hírek, hogy az ISIL erősítése ellenére még mindig nem volt elég iszlamista harcos az állások megtartásához. A megmaradt haderő a Tel Ábjádot átszelő folyó mellett, illetve a Rakkát Tel Ábjáddal összekötő út mentén erősítette meg a védelmet, míg a folyótól keletre csak kevés katonát állomásoztattak. Olyan hírek is érkeztek, melyek szerint a Törökországba menekült iszlamisták járműveket kerestek, melyekkel vissza tudtak térni Szíria északi Aleppó kormányzóságába.
Június 22-én Ayn Issától délkeletre elfoglalták a 93. Dandár bázisát, és hét kilométerre behatoltak magába a városba is. A környéken lévő ISIL-katonák visszavonultak keltre, Ayn Issa irányába. A jelentések szerint Ayn Issa lakossága az YPG és az FSA, illetve az ISIL közelgő összecsapásától félve kezdte elhagyni a várost. Arról is beszámoltak, hogy a 2000, Törökországba menekült Tel Ábjád-i polgár visszaköltözött a városába. Másnap a kurd erők beléptek Ayn Issa külvárosaiba, és ostromolni kezdték a várost. Június 23-án az ISIL kivonulása után a gabonasilók kivételével az YPG és az FSA a teljes várost elfoglalta. Pár órával később azonban az ISIL harcosainak két csoportja is visszament Ayn Issába. Ugyanakkor arról számoltak be, hogy civilek nagy számban mentek Rakkából Tabaqába. A nap végére a város és környéke teljes egészében a kurdok és a szírek felügyelete alá került, és már csak 50 km-re voltak Rakkátó. Még ezen a napon a kurd és szír erők tovább haladtak Tel Ábjádtól déli irányba, és több falut megszereztek. Az YPG ezen kívül elfoglalta az Ayn Issától északnyugatra fekvő Abu Naytulaht is.
Június 24-én az YPG vezette csapatok elfoglalták az Ayn Issa keleti határánál fekvő Shakrakot, valamint a várostól délkeletre elterülő Khirbat Hadla falut is, így már csak 35 km-re voltak Rakától. Június 25-re biztosítani tudták az M4 autópályát Rakka kormányzóság északi felén, így teljes volt a frontvonalak között az összeköttetés, és biztosan ellenőrzésük alatt tudhatták a Rakkába vezető utakat.
Ayn Issa és az M4 autópálya Rakka északi részén futó szakaszának elfoglalása megbénította az ISIL utánpótlási útvonalát Aleppó és Haszaka kormányzóságok között.

### Az ISIL ellentámadása és az offenzíva vége
Június 25-én az ISIL harcosai a Haszaka kormányzóságban és Tel Ábjád környékén tapasztalt kurd  előrenyomulás megtorlásaként támadást intéztek Kobanî városa ellen.
Június 28-án legalább hét ISIL harcost megöltek és több mint 17-et megsebesítettek Tel Ábjád déli peremkerületeiben. Azon a napon olyan hírek is érkezte, melyek szerint a szír–török határ török oldalán lévő milicisták támadást terveztek Tel Ábjád közelében.
Június 30-án az alvó sejtek segítségével az ISIL rajta ütött Tel Ábjádon, és a város egyik külső keleti kerületét elfoglalta. Az YPG gyorsan reagált erre, és megpróbálta bekeríteni a milicistákat. Másnap a kurdok visszaszerezték a teljes város irányítását, miközben három iszlamista katonát megöltek, egy pedig egy övre szerelhető bombával felrobbantotta magát. Július 3-án az ISIL egy autóba rejtett bombával és négy öngyilkos merénylővel megtámadta a Tel Ábjád közelében, a szír–török határon fekvő Qinetra falut. A támadást visszaverték, de a csatában az FSA 2, az ISIL 6 embert veszített.
Július 6-án az ISIL egy ellentámadásban visszaszerezte Ayn Issaát, az ütközetben több tucatnyi kurd harcos meghalt, illetve megsérült. Másnap az YPG harcosai Ayn Issa közelben 11, előző nap elvesztett falut szereztek meg ismét, de a város, ahol folyamatosan zajlottak a harcok, még mindig az ISIL kezén volt. Ayn Issa városát az YPG július 8-án foglalta vissza, és két nappal később sikeresen lezártnak minősítették az offenzívát.

## Stratégiai elemzés
A Washington Post a török határral való érintkezése miatt Tel Ábjádot "az Iszlám Állam stratégiailag egyik legfontosabb, leginkább életbe vágó állásának" nevezte. Ennek eleste elszigetelné az ISIL saját maga által kikiáltott fővárosát, Rakkát. Seizing Tell Abyad would also help the YPG to link up the Kurdish-controlled areas of northern Syria.

## Reakciók
- – Az USA külügyi szóvivőjén, Jeff Rathke-on keresztül a több ezer arab és török menekülttel és az emberi jogi sérelmekről érkezett jelentésekkel összefüggő aggodalmának adott hangot.[72]
- – Recep Tayyip Erdoğan török elnök azt mondta, Tel Ábjád lehetséges bevétele közvetlen veszélyt jelent Törökországra nézve, és sajnálatát fejezte ki az arabok és a törökök elmenekülése miatt. A kurdokat azzal vádolta, hogy miközben egyre mélyebben behatoltak az ISIL megszállta területekre, eközben arab földeket foglaltak el.[73][74]

## Külső hivatkozások
- Operation Inherent Resolve légitámadásainak frissítése
- ISIL frontvonalak térképe (Szíria)